# Kobi Marimi
Kobi Marimi (héberül: קובי מרימי) (Ramat Gan, 1991. október 8. –) izraeli énekes, színész, aki Izraelt képviselte a 2019-es Eurovíziós Dalfesztiválon Tel-Avivban.

## Élete
Marimi Ramat Ganban született,
és a Nissan Nativ színésziskolában tanult.
Tel-Avivban él és dolgozik.